# Jardin Laure-Albin-Guillot
Le jardin Laure Albin-Guillot est un espace vert  dans le 13e arrondissement de Paris, dans le quartier de la Maison-Blanche.

## Situation et accès
Le jardin Laure Albin-Guillot est desservi à proximité par la ligne 7 à la station Porte d'Italie et par la ligne 3a du tramway d'Île-de-France à la station Porte d'Italie.
Il sera prochainement desservie également par la ligne 14 à la station Maison Blanche.

## Caractéristiques
Le jardin est l'élément central du nouveau quartier situé entre le square Rosny-Aîné, la rue Gerda-Taro, la rue Paul-Bourget et la rue Germaine-Krull.
Il fait partie de la ceinture verte du 13e arrondissement et tient lieu de voie verte entre l'avenue de la Porte-d'Italie et le Parc Kellermann.
Les arbres sont des tilleuls, des mélèzes et des sophoras.

## Origine du nom
Le jardin rend hommage à la photographe française Laure Albin-Guillot (1879-1962). 

## Historique
Le jardin a été planifié dans le cadre de l'opération urbaine d'envergure d'aménagement du nouveau quartier et a été nommé officiellement par délibération du Conseil du 13e arrondissement et du Conseil de Paris.